# Ужас

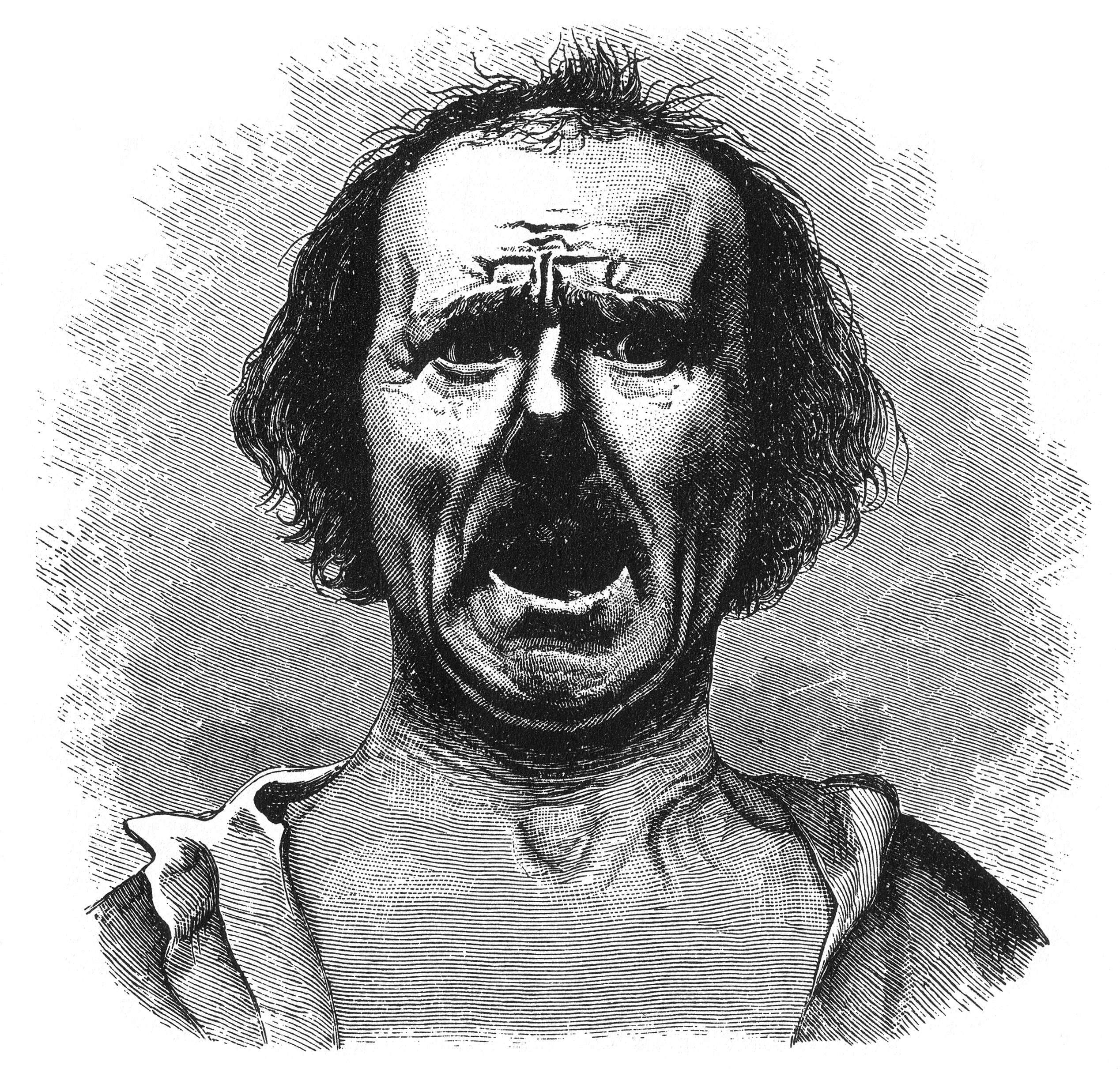
Ч. Дарвин. «Выражение эмоций у человека и животных» (1872).
Ужасы и муки, скопированные с фотографии Доктор Дюшенна

У́жас (разновидность аффе́кта) — состояние человека под влиянием сильного страха (испуга), отличительной чертой которого является подавленность (оцепенение), иногда дрожь, в общем, отсутствие активной реакции по устранению источника страха.

## Описание
По принятой[кем?] в настоящее время классификации оцепенение является защитной реакцией животного организма на испуг в случае, если угроза явно превосходит возможности организма противостоять ей при том, что отсутствует возможность скрыться.
Чувство ужаса обычно приходит и после простого наблюдения страшных событий (природных и техногенных катастроф, актов террора и т. п.), часто бывает достаточно о них услышать или испытать их иным образом.
Ужас по-латыни — терро́р (лат. terror), сейчас террор отличают от ужаса тем, что первый выражается в угрозах физической расправы, запугивании с угрозой убийства и т. п., то есть предваряет события, а второй является их следствием.